# Невдубстрой (станция)
Невдубстро́й — железнодорожная станция в Кировском районе Ленинградской области, расположенная к юго-востоку от города Кировска.

## История
Станция была открыта в 1932 году для подвоза материалов к строившейся с 1929 года Дубровской ГЭС. Рядом со стройкой был создан посёлок Невдубстрой и станция получила такое же название, причём при переименовании посёлка в Кировск и присвоения ему статуса города в 1953 году станция сохранила изначальное название.
На 1981 год на станции осуществлялись приём и выдача грузов на подъездных путях, а также продажа билетов на поезда пригородного сообщения.
До начала 2002 года от станции, расположенной на некотором удалении от города, ходил «подкидыш» до расположенной на подъездных путях в черте города платформы ГРЭС. На конец 2000 года он состоял из маневрового тепловоза и прицепного вагона от электропоезда, причём при движении в сторону станции Невдубстрой локомотив толкал вагон, находясь позади, а в хвостовом тамбуре, переоборудованном в импровизированную кабину с постом управления находился машинист. Для посадки и высадки пассажиров на станции Невдубстрой и у Кировского универмага были сооружены высокие платформы длиной в полтора вагона; ещё одна была построена между ними, но в 2000 году поезд остановки на ней не делал.

## Описание
Станция расположена возле склада Вторчермет в 2 км от Кировска. К северо-западу от станции находится служебная линия к Дубровской ТЭЦ.
На станции имеются 9 путей, два из них электрифицированы; между электрифицированными путями имеется высокая островная платформа. Станция имеет обширный куст подъездных путей, крупнейшим предприятием на нём является Дубровская ГРЭС-8. Действует регулярное пассажирское сообщение пригородными электропоездами до Московского и Ладожского вокзалов Санкт-Петербурга, а также до станции Мга.